# Embalse de Villagonzalo
El azud de Villagonzalo es un pequeño embalse ubicado en la provincia de Salamanca, comunidad autónoma de Castilla y León, España. El poblado de la central eléctrica del embalse es también cabecera de una de las 8 pedanías que forma el municipio de Garcihernández. Dicha pedanía, no cuenta con población censada actualmente.